# Инкогнито из Петербурга
«Инкогнито из Петербурга» — комедийный широкоформатный художественный фильм Леонида Гайдая по мотивам пьесы Николая Гоголя «Ревизор» и её вторая советская киноэкранизация.

## Сюжет
В одном из уездных городишек Российской империи градоначальники ждут приезда столичного ревизора. Неожиданно городничему Антону Антоновичу Сквозник-Дмухановскому докладывают о том, что в местной гостинице поселился некий подозрительный молодой человек, который по всем приметам — тот самый зловещий ревизор Иван Александрович Хлестаков.

## В ролях
- Сергей Мигицко — Иван Александрович Хлестаков, чиновник из Петербурга (озвучивает Алексей Золотницкий, поёт Олег Анофриев)
- Анатолий Папанов — Антон Антонович Сквозник-Дмухановский, городничий
- Нонна Мордюкова — Анна Андреевна, его жена
- Ольга Анохина — Марья Антоновна, их дочь
- Анатолий Кузнецов — Аммос Фёдорович Ляпкин-Тяпкин, судья уездного суда
- Вячеслав Невинный — Артемий Филиппович Земляника, попечитель богоугодных заведений
- Валерий Носик — Лука Лукич Хлопов, смотритель училищ
- Леонид Куравлёв — Иван Кузьмич Шпекин, почтмейстер
- Леонид Харитонов — Пётр Иванович Добчинский, городской помещик
- Олег Анофриев — Пётр Иванович Бобчинский, городской помещик
- Сергей Филиппов — Осип, слуга Хлестакова
- Александр Ширвиндт — Христиан Иванович Гибнер, уездный лекарь
- Станислав Чекан — Иван Карпович Уховёртов, частный пристав

## Съёмочная группа
- Авторы сценария: Владлен Бахнов, Леонид Гайдай
- Режиссёр-постановщик: Леонид Гайдай
- Оператор-постановщик: Сергей Полуянов
- Художник-постановщик: Евгений Куманьков
- Композитор: Александр Зацепин